# Schachtebich
Schachtebich ist eine Gemeinde in der Verwaltungsgemeinschaft Hanstein-Rusteberg im thüringischen Landkreis Eichsfeld.

## Lage

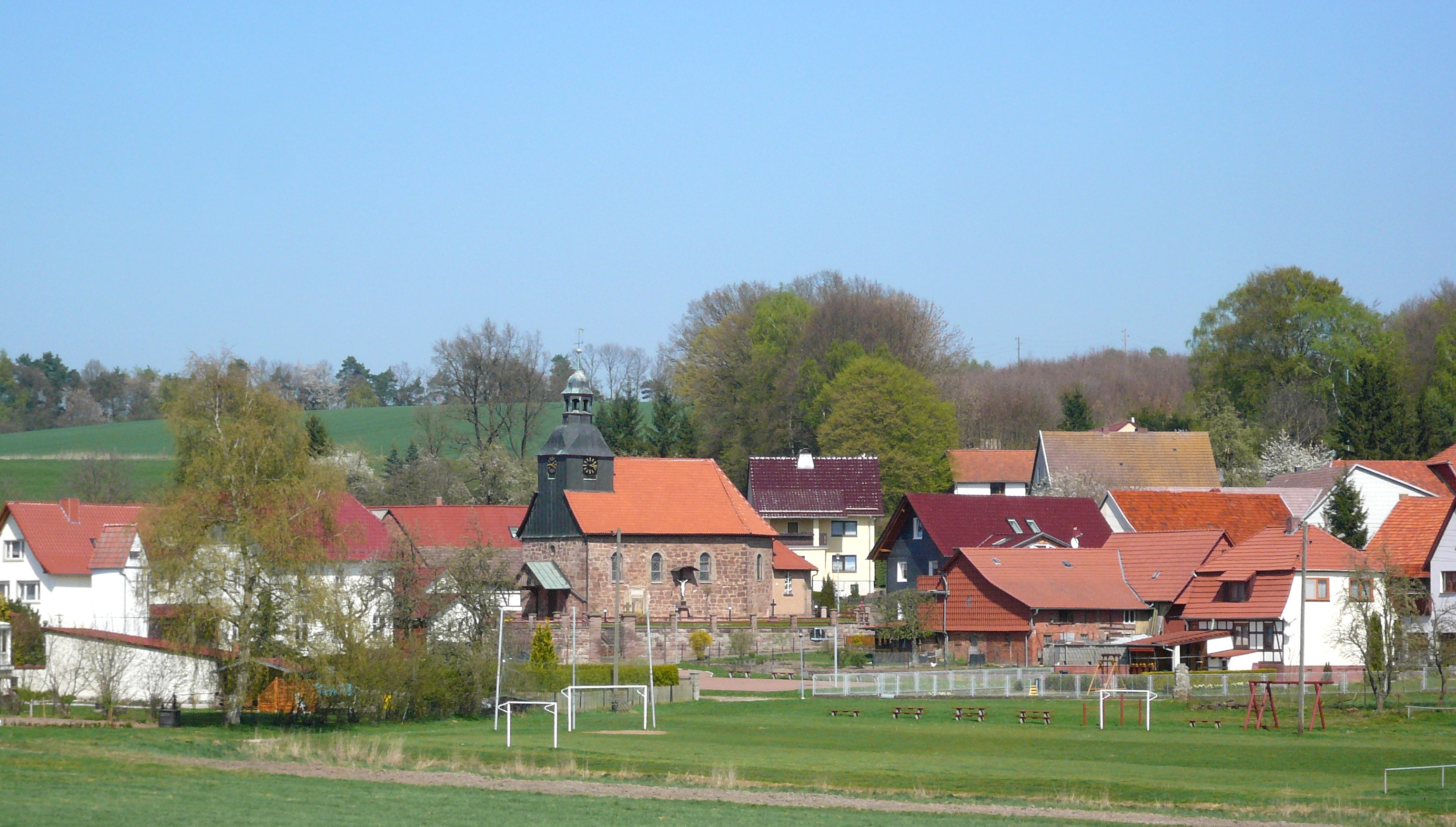
Dorfzentrum mit Kirche St. Magnus

Schachtebich liegt etwa sechs Kilometer nordwestlich von Heilbad Heiligenstadt in der Hügellandschaft des mittleren Eichsfeldes (Die Köpfe: 325,6 m). Nachbargemeinden sind Freienhagen im Norden, Mengelrode im Osten, Burgwalde im Süden und Rohrberg im Westen. Unmittelbar südlich verläuft die Bundesautobahn 38 mit einer Anschlussstelle. Im Ort liegt das Quellgebiet des Schwobaches, der in Schönau in die Leine mündet.
Gänseteich
Zur Gemarkung gehört noch der unmittelbar am nördlichen Dorfrand angrenzende Gemeindeteil Gänseteich mit der Wüstung Lentershagen.

## Geschichte
Die urkundliche Ersterwähnung stammt aus dem Jahr 1201. 1209 wird Schachtebich als Pfarrfiliale von Rohrberg urkundlich genannt. Der Ort gehörte bis zur Säkularisation 1802 zu Kurmainz. 1802 bis 1807 wurde der Ort preußisch und kam dann zum Königreich Westphalen. 1815 bis 1945 war er Teil der preußischen Provinz Sachsen.
Um 1840 wurden die preußischen Orte des Eichsfeldes statistisch erfasst. Schachtebich gehörte zum Hahnsteinschen Patrimonialgericht Wahlhausen. Im Ort gab es 38 Wohnhäuser, 35 Scheunen und Ställe, drei Gemeindehäuser, die Kirche, die Schule und eine Mühle. Im Ort lebten 316 katholische und vier evangelische Einwohner. Die Schule besuchten 39 Knaben und 52 Mädchen, sie wurden von einem Dorfschullehrer unterrichtet. Als Handwerke und Gewerbe werden im Ort genannt: zwei Schneider, zwei Schuhmacher, ein Grobschmied, ein Maurer, drei Musikanten, zwei Schankwirte, ein Schlächter, ein Müller. Im Dorf waren ferner acht Webstühle in Betrieb. Die  Dorfflur umfasste 697 Morgen  Fläche, die landwirtschaftliche  Nutzfläche umfasste davon 550 Morgen   Ackerland, 31 Morgen Gartenland, elf Morgen Wiesen. Ferner wurden 62  Morgen Privat- und Gemeindewald und 36 Morgen Brachland genannt. Der Ertrag der  Felder  wurde als mittelmäßig eingeschätzt. Der gesamte Viehbestand umfasste 51 Pferde, 51 Rinder, 141 Schafe, 23  Ziegen und 29 Schweine.
In den Jahren 1945 bis 1949 kam der Ort zur sowjetischen Besatzungszone und war ab 1949 Teil der DDR. Von 1961 bis zur Wende und Wiedervereinigung 1989/1990 wurde Schachtebich von der Sperrung der nahen innerdeutschen Grenze beeinträchtigt. So musste die an der Straße nach Burgwalde gelegene Sägemühle aufgegeben werden. Sie wurde um 1980 abgerissen, nachdem bereits 1963 das Wohnhaus durch Brandschaden unbewohnbar geworden war.
Seit 1990 gehört der Ort zum wieder gegründeten Bundesland Thüringen.

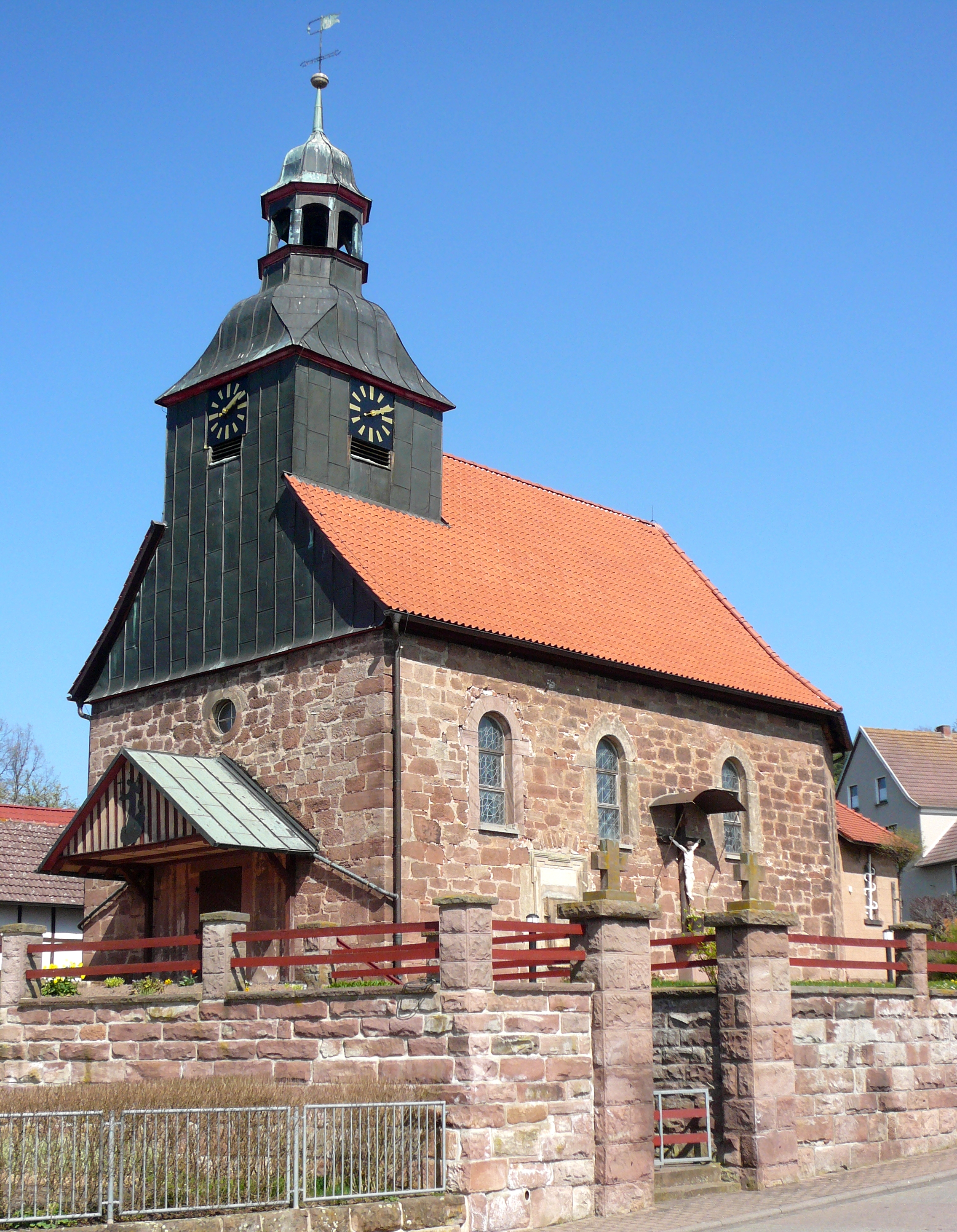
St. Magnus Schachtebich

## Einwohnerentwicklung
Entwicklung der Einwohnerzahl (31. Dezember):
| - 1994: 251 - 1995: 255 - 1996: 261 - 1997: 268 - 1998: 264 - 1999: 256 | - 2000: 261 - 2001: 252 - 2002: 252 - 2003: 256 - 2004: 258 - 2005: 257 | - 2006: 261 - 2007: 265 - 2008: 259 - 2009: 260 - 2010: 263 - 2011: 266 | - 2012: 265 - 2013: 257 - 2014: 245 - 2015: 240 - 2016: 238 - 2017: 241 | - 2018: 244 - 2019: 238 - 2020: 240 - 2021: 242 - 2022: 234 |

Datenquelle: Thüringer Landesamt für Statistik

## Politik

### Gemeinderat
Der Gemeinderat von Schachtebich setzt sich aus sechs Gemeinderatsmitgliedern zusammen.
- Wahlvorschlag FFw: 5 Sitze
- Wahlvorschlag Volkssolidarität: 1 Sitz

(Stand:   Kommunalwahl   am 7. Juni 2009)
Kommunalwahl 2014:

- FFW e. V.: 4 Sitze
- Volkssolidarität: 2 Sitze

### Bürgermeister
Der ehrenamtliche Bürgermeister Johannes Bitter (FFw) wurde am 6. Juni 2010 wiedergewählt.

## Sehenswürdigkeiten
Im Ort befindet sich die Filialkirche St. Magnus aus dem Jahr 1735.

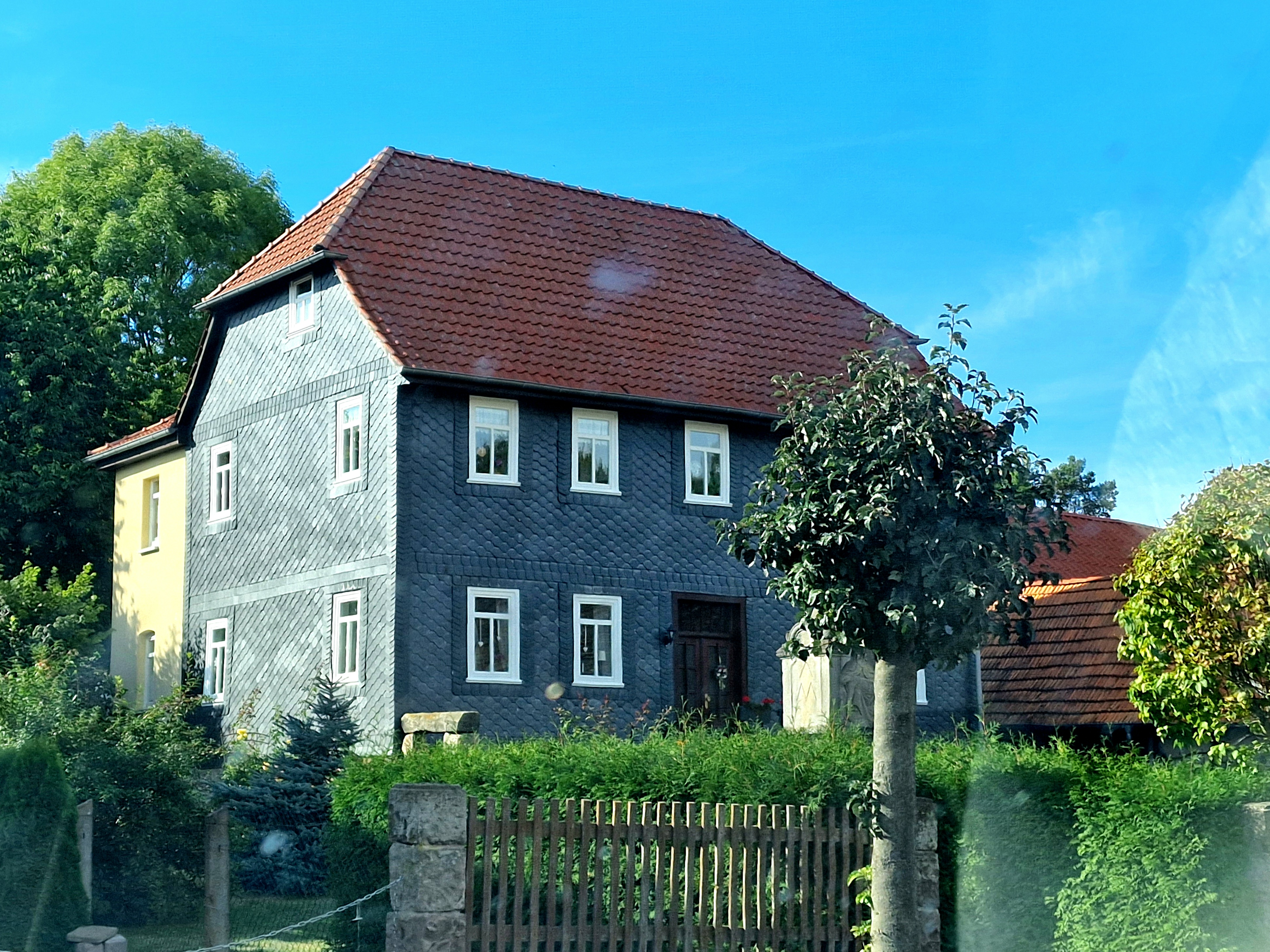
Ehemaliges Pfarrhaus zu Schachtebich im Eichsfeld, Thüringen

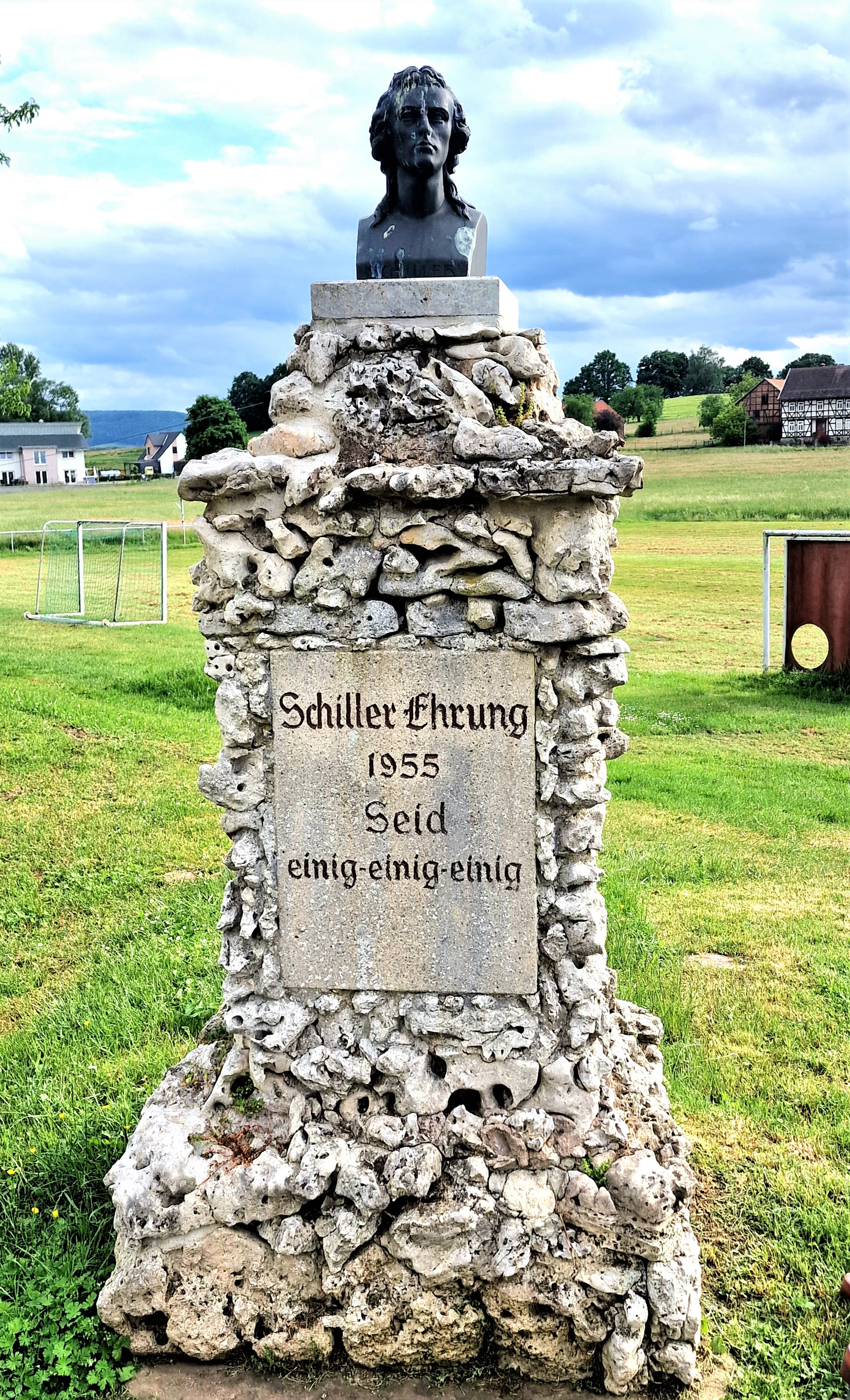
Schillerdenkmal zu Schachtebich im Eichsfeld

Unweit der Kirche befindet sich ein Schiller-Denkmal.